# Davidssohnfrage
Die Davidssohnfrage (auch Messiasfrage) bezeichnet eine Stelle in den Synoptischen Evangelien (Mk 12,35–37 ; Mt 22,41–46 ; Lk 20,41–44 ). Nachdem Jesus keine Annahme bei den verschiedenen führenden Schichten (Schriftgelehrte, Pharisäer, Sadduzäer, Herodianer) des jüdischen Volkes findet, sondern durch die Infragestellung seines Vollmachtsanspruches zurückgewiesen wird, überführt Jesus die Schriftgelehrten und Pharisäer durch seine Frage zur Herkunft des Messias (unter Bezugnahme auf Psalm 110,1 ) ihres eigenen unbegründeten Machtanspruchs und bringt sie damit vor dem anwesenden Volk in Verlegenheit. Denn bei der Machtübernahme durch die Hasmonäer im Jahre 165 v. Chr. waren die Hohepriester des Tempels und ihre Nachkommen getötet worden, so dass nun die Hasmonäischen Könige gleichzeitig Herrscher und Hohepriester waren und das Erbpriestertum, welches auf Moses und Aaron zurückging, nicht mehr bestand.
Angesichts dieser offenkundigen Niederlage verzichten die Schriftgelehrten und Pharisäer auf weitere Versuche, Jesus öffentlich bloßzustellen. Der offen ausgetragene Konflikt zwischen Jesus und den Schriftgelehrten und Pharisäern bricht damit ab, so dass die Davidssohnfrage als ein Wendepunkt im vorösterlichen Konflikt angesehen werden kann. 
Die Ursache des Konfliktes kann in den verschiedenen religiösen Maßstäben Jesu und seiner Gegner gesehen werden. Die Erfüllung des Willens Gottes, wie im mosaischen Gesetz und den Propheten beschrieben, wird als verbindlicher Maßstab in vollmächtiger Weise durch Jesus vorgegeben. Konkret besteht dieser Maßstab, wie die Bergpredigt zeigt, im Doppelgebot der Gottes- und Nächstenliebe. Durch ihre Reaktion auf Jesu Wirken zeigen Schriftgelehrte und Pharisäer schon in der Anfangsphase des Konflikts, dass sie nicht bereit sind, sich auf diesen Maßstab einzulassen. Vielmehr halten sie an ihren eigenen Maßstäben fest, nach welchem sie Jesu Wirken be- und verurteilen.
Einen weiteren Höhepunkt erhält die Darstellung des Konflikts durch den Todesbeschluss der Pharisäer gegen Jesus. Folge dieses Beschlusses ist eine Änderung der Strategie Jesu in der Auseinandersetzung mit seinen Gegnern. Vor dem Todesbeschluss bemüht er sich darum, sie argumentativ zur Einsicht zu führen. Danach konfrontiert er sie direkt mit dem Geist Gottes als Herkunft seiner Vollmacht und für den Fall einer fortgesetzten Verweigerung mit der Perspektive des Gerichts.